# (546) Herodias
(546) Herodias – planetoida z pasa głównego asteroid.

## Odkrycie
Została odkryta 10 października 1904 roku w Landessternwarte Heidelberg-Königstuhl w Heidelbergu przez Paula Götza. Nazwa planetoidy pochodzi od biblijnej Herodiady, która doprowadziła do ścięcia Jan Chrzciciela. Przed nadaniem nazwy planetoida nosiła oznaczenie tymczasowe (546) 1904 PA.

## Orbita
(546) Herodias okrąża Słońce w ciągu 4 lat i 70 dni w średniej odległości 2,6 j.a. Planetoida należy do rodziny planetoidy Eunomia.